# Magyarzsombor község
Magyarzsombor község (románul: Comuna Zimbor) község Szilágy megyében, Romániában. Központja Magyarzsombor, beosztott falvai Almásdál, Kendermál, Topaszentkirály, Zutor.

## Népessége
A 2011-es népszámlálás adatai alapján a község népessége 1081 fő volt.